# Anna Molly
«Anna Molly» es una canción de rock alternativo de la banda Incubus. Es el primer sencillo del sexto álbum de la banda, Light Grenades. El sencillo fue lanzado 20 de septiembre de 2006, en Sony Music casi un mes antes de su lanzamiento programado. Sin embargo, se retiró antes por razones desconocidas. En el intro, la canción hace uso de un Marxophone, un tipo de trastes cítara.

## Significado
El título de la canción es un juego de palabras: es el nombre de una mujer (Anna Molly), y al pronunciarlo se escucha la palabra "anomaly", anomalía en español. Según un artículo de la revista Billboard, la canción describe "una mujer que puede o no existir en la vida real".
También se puede interpretar como "una mujer perfecta, pero que en realidad no existe".

## Video musical
El 26 de septiembre de 2006, la Oil Factory Inc. (productora de videos musicales) produce y filma el video musical de "Anna Molly" en Wilmington, California.
El video musical para el sencillo cuenta con una mujer interpretada por Sasha Wexler, que se encuentra tirada en un parque, presumiblemente muerta, y se muestra cómo la toma una ambulancia en una camilla, luego la llevan a un depósito de cadáveres, y, finalmente, se muestra en una mesa de autopsias. Durante todo video, se puede ver que la muchacha mueve ligeramente los dedos. Al final del video, un médico forense con una sierra está a punto de realizar la autopsia de la joven, mientras ésta mueve sus dedos y salen lágrimas de sus ojos. A medida que el médico acerca la sierra a la cabeza, la muchacha le agarra la muñeca con fuerza. La escena final muestra la sierra que gira en el suelo. No hay sangre en ella.
Entre estas escenas, se ve a los integrantes de Incubus tocando la canción en un ático.

## Posicionamiento en las listas
| Lista (2006)                              | Posición más alta |
| ----------------------------------------- | ----------------- |
| Estados Unidos (Modern Rock Tracks)       | 1                 |
| Estados Unidos (Mainstream Rock Tracks)   | 4                 |
| Estados Unidos (Billboard Hot 100)        | 66                |
| Estados Unidos (Pop 100)                  | 81                |
| Reino Unido (The Official Charts Company) | 109               |

### Sucesión en listas
| Predecesor: «Welcome to the Black Parade» de My Chemical Romance | Modern Rock Tracks — Sencillo número uno 23 de diciembre de 2006 — 20 de enero de 2007 | Sucesor: «Snow ((Hey Oh))» de Red Hot Chili Peppers |